# USS Augusta (LCS-34)
«Огаста» (англ. USS Augusta (LCS-34)) — бойовий корабель прибережної зони типу «Індепенденс».
Це другий корабель у складі ВМС США з такою назвою, яку отримав на честь міста Огаста (Мен).

## Історія створення
Корабель був замовлений 18 вересня 2018 року.
Закладений 30 липня 2021 року. 23 травня 2022 року корабель був спущений на воду.